# Millis-Clicquot, Massachusetts
Millis-Clicquot, Massachusetts (енгл. Millis-Clicquot) насељено је место без административног статуса у америчкој савезној држави Масачусетс.

## Демографија
По попису из 2010. године број становника је 4.403, што је 204 (-4,4%) становника мање него 2000. године.
| Група             | 2000.         | 2010.         |
| Белци             | 4.426 (96,1%) | 4.027 (91,5%) |
| Афроамериканци    | 47 (1,0%)     | 45 (1,0%)     |
| Азијати           | 54 (1,2%)     | 163 (3,7%)    |
| Хиспаноамериканци | 41 (0,9%)     | 75 (1,7%)     |
| Укупно            | 4.607         | 4.403         |